# Dyschoriste kitongaensis
Dyschoriste kitongaensis är en akantusväxtart som beskrevs av Vollesen. Dyschoriste kitongaensis ingår i släktet Dyschoriste och familjen akantusväxter. Inga underarter finns listade i Catalogue of Life.